# 門羅 (麻薩諸塞州)
門羅（英語：Monroe）是一個位於美國麻薩諸塞州富蘭克林縣的鎮。

## 人口
根據2020年美國人口普查的數據，門羅的面積為27.90平方千米，當中陸地面積為27.70平方千米，而水域面積為0.20平方千米。當地共有人口118人，而人口密度為每平方千米4人。